# Lalo Rodríguez
Pour les articles homonymes, voir Rodríguez.
Lalo Rodríguez, né le 16 mai 1958 à Carolina (Porto Rico) et mort le 13 décembre 2022 dans la même ville, est un chanteur de salsa portoricain.

## Biographie
Son prénom est Ubaldo et Eddie Palmieri l'a surnommé Lalo. En 1970 (il n'a alors que 12 ans), il chante dans le groupe Tempo Moderno. En 1974, il chante sur l'album Sun Of The Latin Music d'Eddie Palmieri (récompensé d'un Grammy, et sur lequel figure Deseo salvage qu'il a composé), puis sur Unfinished Master Piece du même Eddie, récompensé d'un Grammy aussi. Il enregistre ensuite avec Tommy Olivencia (sur l'album Introducing Lalo Rodríguez & Simon Perez), Machito (sur l'album Fireworks en 1976), la Puerto Rico All Stars (titre Alianza de Generales qu'il a composé, nommé aux Grammy Awards, et un album hommage à Eddie Palmieri, Oyelo que te conviene).

## Discographie
- 1980 : Solamente Lalo.
- 1982 : Nuevamente Lalo.
- 1985 : El niño, el hombre, el soñador y el loco. Album de bomba et plena, accompagné de 57 musiciens classiques.
- 1986 : Punto y coma.
- 1988 : Un nuevo despertar. Album disque d'or à Porto Rico. Le Billboard lui décerne les prix de meilleur album, meilleur chanteur et meilleure chanson pour son méga tube Ven devorame otra vez. Il est la vedette principale du festival salsa de New York au Madison Square Garden puis part en tournée en Espagne, où il est invité sur de nombreux plateaux télé.
- 1990 : Sexacional.
- 1992 : De vuelta en la trampa.
- 1994 : Naci para cantar.
- 1997 : Estoy aqui.
- 2000 : El principe del timbal.